# 난후이구

난후이구의 위치

난후이구(한국어: 남회구, 중국어: 南汇区, 병음: Nánhuì Qū)는 중화인민공화국 상하이에 있던 시할구이다. 넓이는 688km2이고, 인구는 2007년 기준으로 730,000명이다. 상하이 시 의회가 2009년 5월 6일에 푸둥 신구와 난후이 구의 통합을 승인하여 난후이 구는 폐지되었다.

## 경제
난후이 구는 지금 남동쪽에 양산심수항을, 북동쪽에는 푸둥 국제공항을 개발 중이다. 양산항은 상하이의 새로운 항구이다. 그것은 둥하이 대교를 통해 링강 신도시와 연결된다. 이 항구는 상하이가 세계 제1의 항구 도시가 되는데 도움을 줄 것이다. 양산항과 푸둥 공항의 개발로 난후이 구는 빠르게 성장하고 있다.

## 교육
난후이 구에는 상하이 전력학원, 상하이 해양대학과 상하이 최고의 기술 대학인 상하이 공상외국어대학이 있다. 난후이 고등학교는 상하이에서 유명한 학교로 칭화 대학과 푸단 대학같은 명문대에 많은 학생들이 진학한다.

## 문화와 관광
매년 3월과 4월에 복숭아 꽃 축제가 크게 열린다. 10만 명이 넘는 관광객들이 이곳에 와 아름다운 풍경을 즐긴다. 난후이는 사파리 공원으로 유명하다. 이 공원은 상하이 정부와 삼림청에 의해 1995년 설립되었으며 관광객들이 꼭 들러야할 필수 코스이다. 중요한 문화적인 장소로 장민톈이 살았던 집이 있다.